# کودکستان ارامنه تبریز
کودکستان ارامنهٔ تبریز یکی از مراکز آموزشی ارامنهٔ ساکن این شهر است. این بنا در سال ۱۳۵۰ خورشیدی احداث شده و در باغ خلیفه‌گری ارامنهٔ آذربایجان قرار گرفته‌است. «رستم وسکانیان» این کودستان را با هزینهٔ «آرسن گاسپاریان» و «رافی گاسپاریان» ساخته‌است.